# Кэппи, Исаак
Исаак Кэппи (англ. Isaac Kappy; 17 февраля 1977, Альбукерке, Нью-Мексико — 13 мая 2019, Bellemont, Аризона) — американский актер.

## Биография
Кэппи дебютировал в полнометражном кино в роли хастлера в фильме «Пивной бум» (2006). Затем последовали роли в фильмах «Не забытые», «Фанаты», «Терминатор: Да придёт спаситель», «Святой Джон из Лас-Вегаса», «Резня в Клоун Камп» (2010), «Тор» и «10 лет спустя», а также в телесериалах «Лимонадный рот», «Во все тяжкие», «Ночная смена» и «Рэйчел».
Он также играл в группе Чарльза Макмансиона с Томом Сандовалом. Группа выпустила одну песню «T.I.P.» (аббревиатура от Touch In Public), и появилась в реалити-шоу Vanderpump Rules.
В августе 2018 года Кэппи посетил в качестве гостя радиошоу Алекса Джонса InfoWars, в котором обвинил нескольких кинозвезд в педофилии в рамках теории заговора QAnon, которая включает в себя клику поклоняющихся сатане растлителей малолетних, которые управляют глобальной сетью секс-торговли детьми. Во время трансляции Джонс попросил Кэппи быть предельно осторожным и избегать упоминания имен, в то время как тот кратко настаивал на том, что Джонс газлайтит его, подвергая сомнению его утверждения. В начале января 2021 года американский юрист и теоретик заговора Лин Вуд сослался на Канона, когда он написал в Твиттере без доказательств, что Кэппи был вовлечен в широкомасштабную попытку раскрыть массовое сексуальное насилие над детьми с участием председателя Верховного суда США Джона Робертса.
В 2019 году Кэппи покончил с собой, прыгнув с моста на полосу встречного движения в Аризоне. Примерно во время его смерти в его аккаунте в Instagram была опубликована пространная записка, в которой он рассказал о своем злоупотреблении наркотиками и алкоголем и извинился перед Иисусом Христом, Дональдом Трампом и Каноном. Пост был озаглавлен: Остерегайтесь человека, которому нечего терять, потому что ему нечего защищать.